# Седлисько (Великопольське воєводство)
Седлисько (пол. Siedlisko, нім. Stieglitz) — село в Польщі, у гміні Тшцянка Чарнковсько-Тшцянецького повіту Великопольського воєводства.
Населення — 1001 особа (2011).
У 1975-1998 роках село належало до Пільського воєводства.

## Демографія
Демографічна структура станом на 31 березня 2011 року:
|          | Загалом | Допрацездатний вік | Працездатний вік | Постпрацездатний вік |
| -------- | ------- | ------------------ | ---------------- | -------------------- |
| Чоловіки | 494     | 118                | 347              | 29                   |
| Жінки    | 507     | 149                | 279              | 79                   |
| Разом    | 1001    | 267                | 626              | 108                  |